# Associazione Calcio Savoia 1908 1989-1990
Questa voce raccoglie le informazioni riguardanti il Savoia nelle competizioni ufficiali della stagione 1989-1990.

## Stagione

La rosa del Savoia 1989-1990, in posa negli Scavi di Oplonti.

La stagione 1989-1990 fu la 68ª stagione sportiva del Savoia.

La famiglia Farinelli, dopo aver preso in mano il timone del club nella precedente stagione, ed aver assestato economicamente la società, in crisi da diversi anni, ne rilancia le ambizioni.

La stagione inizia con il ritiro precampionato effettuato a Cercemaggiore.
Vengono confermati l'allenatore Mario Schettino a cui viene affiancato Carmine Scognamiglio come secondo, ed i migliori elementi della precedente stagione, mentre la rosa viene rinnovata per sette undicesimi.

Nell'ultimo giorno di mercato viene acquistato l'attaccante Sossio Aruta che a fine stagione si rivelerà il miglior marcatore della rosa. A causa dei lavori di riammodernamento dello stadio Alfredo Giraud, il Savoia gioca le partite casalinghe dell'intera stagione, al Liguori di Torre del Greco.

In Coppa Italia il Savoia si qualifica al secondo turno, in un girone composto da Juventus Stabia, AC Stabia, Portici e Sorrento.

L'inizio di campionato è stentato, con 4 pareggi iniziali consecutivi, seguiti dalla sconfitta in trasferta contro la Juventus Stabia, che relegano il Savoia in 14ª posizione. Il club torna sul mercato ed acquista il centrocampista Tonino Falanga. Nelle successive sei gare il Savoia ottiene 5 vittorie ed un pareggio, colto sul campo della pretendente alla vittoria finale, l'A.C. Stabia, seconda squadra di Castellammare e si porta in vetta alla classifica. Ma il 26 novembre, la sconfitta in trasferta contro il Rende per 1-0, fa perdere la leadership, ma sarà l'ultimo stop dell'intero torneo. Già dalla successiva giornata, il Savoia infila un filotto di sei vittorie consecutive, che, con il pareggio ottenuto a Cariati nella seconda di ritorno, lo riportano in vetta. Da questa momento inizia un testa a testa con l'A.C. Stabia, con il Savoia ad inseguire fino alla 26ª giornata, quando opera l'aggancio grazie alla vittoria per 1-0 maturata nello scontro diretto. Dopo il passo falso dell'A.C. Stabia in casa della Audax Ravagnese, il Savoia diventa capolista solitario. In casa ottiene due goleade, la prima contro il Valdiano 85 per 5-0, la seconda contro il Chiaravalle per 15-0, record assoluto per gli oplontini, in una gara in cui vanno a segno tutti tranne il portiere e con Aruta autore di una cinquina. Nelle ultime tre girornate il Savoia gioca due insidiose trasferte prima dell'ultima in casa. Nella prima in cui affronta l'Ebolitana di Dirceu ottiene un pari per 1-1, nella seconda una vittoria per 0-1 sul campo della Nuova Rosarnese. Nell'ultima di campionato, giocata all'occorrenza al San Ciro di Portici, la vittoria casalinga sul Praia per 4-1 dà al Savoia la certezza matematica della vittoria del campionato. I biancoscudati fanno così ritorno in serie C2 dopo otto anni di permanenza in Interregionale.

## Divise e sponsor
| Casa |

## Organigramma societario
Area direttiva
- Presidente:  Pasquale Farinelli
- Vice presidente: Luigi Farinelli, Umberto Farinelli

Area organizzativa
- Segretario generale: Giuseppe Sasso

Area tecnica
- Direttore Sportivo: Felicio Ferraro
- Allenatore:  Mario Schettino

Area sanitaria
- Medico sociale: Antonio Ciniglio
- Massaggiatore: Andrea Vecchione

## Rosa
| N. |                   | Ruolo | Calciatore                    |
| -- | ----------------- | ----- | ----------------------------- |
|    | Italia (bandiera) | P     | Maurizio D'Anzilio            |
|    | Italia (bandiera) | P     | Massimo Lotti                 |
|    | Italia (bandiera) | D     | Maurizio Carlà                |
|    | Italia (bandiera) | D     | Umberto Comiato               |
|    | Italia (bandiera) | D     | Francesco Esposito (capitano) |
|    | Italia (bandiera) | D     | Giovanni Micillo              |
|    | Italia (bandiera) | D     | Alberto Milillo               |
|    | Italia (bandiera) | D     | Ivan Russo                    |
|    | Italia (bandiera) | C     | Roberto Acanfora              |

| N. |                   | Ruolo | Calciatore         |
| -- | ----------------- | ----- | ------------------ |
|    | Italia (bandiera) | C     | Raniero Di Cunzolo |
|    | Italia (bandiera) | C     | Ciro Di Rosa       |
|    | Italia (bandiera) | C     | Antonio Falanga    |
|    | Italia (bandiera) | C     | Antonio Marasco    |
|    | Italia (bandiera) | C     | Franco Santaniello |
|    | Italia (bandiera) | A     | Sossio Aruta       |
|    | Italia (bandiera) | A     | Enrico Capuozzo    |
|    | Italia (bandiera) | A     | Osvaldo Melfi      |
|    | Italia (bandiera) |       | Felice Castaldi    |

## Calciomercato

### Sessione estiva
| Acquisti | Acquisti           | Acquisti           | Acquisti |
| R.       | Nome               | da                 | Modalità |
| -------- | ------------------ | ------------------ | -------- |
| P        | Maurizio D'Anzilio | Acerrana           |          |
| P        | Massimo Lotti      | Campania Puteolana | prestito |
| C        | Raniero Di Cunzolo | Acerrana           |          |
| A        | Sossio Aruta       | Cosenza            |          |
| A        | Enrico Capuozzo    | Napoli             |          |

| Cessioni | Cessioni | Cessioni | Cessioni |
| R.       | Nome     | a        | Modalità |
| -------- | -------- | -------- | -------- |
| Ruolo    | Nome     | Squadra  |          |

## Risultati

### Interregionale

#### Girone di andata
| Pisticci 10 settembre 1989 1ª giornata | Pisticci | 0 – 0 | Savoia | Stadio Gaetano Michetti\| Arbitro: \| Carucci \| |
| Arbitro:                               | Carucci  |       |        |                                                  |

| Torre del Greco 17 settembre 1989 2ª giornata | Savoia           | 0 – 0 | Sportiva Cariatese | Stadio Amerigo Liguori (1 000 spett.)\| Arbitro: \| Adamu (Cagliari) \| |
| Arbitro:                                      | Adamu (Cagliari) |       |                    |                                                                         |

| Sorrento 24 settembre 1989 3ª giornata | Sorrento        | 0 – 0 | Savoia | Stadio Italia (500 spett.)\| Arbitro: \| Ghionda (Lecce) \| |
| Arbitro:                               | Ghionda (Lecce) |       |        |                                                             |

| Arbitro: | Pittaluga (Cagliari) |

|              |           |           |
| Capuozzo 70’ | Marcatori | 45’ Solda |

| Arbitro: | Esposito (Ancona) |

|                                 |           |  |
| Gardini 78’ Monopoli 88’ (rig.) | Marcatori |  |

| Arbitro: | Colaianni (Lecce) |

|  |           |                      |
|  | Marcatori | 7’ Aruta 90’ Marasco |

| Arbitro: | Galluccio (Parma) |

|                                     |           |                       |
| Di Rosa 10’, 74’ (rig.) Micillo 83’ | Marcatori | 40’ (aut.) Di Cunzolo |

| Arbitro: | Reginaldi (Roma) |

|                                   |           |                                 |
| Micillo 11’ (aut.) Castellone 54’ | Marcatori | 13’ (aut.) Cantile 80’ Capuozzo |

| Arbitro: | Monai (Piacenza) |

|                                      |           |               |
| Di Rosa 21’, 72’ (rig.) Acanfora 74’ | Marcatori | 22’ Gambareri |

| Arbitro: | Cosi (Firenze) |

|  |           |           |
|  | Marcatori | 80’ Aruta |

| Arbitro: | Ciaccia |

|                            |           |  |
| Marasco 31’ Aruta 50’, 66’ | Marcatori |  |

| Arbitro: | Cirotti (Roma) |

|              |           |  |
| Esposito 63’ | Marcatori |  |

| Arbitro: | Morgana (Caltanissetta) |

|             |           |  |
| Marasco 45’ | Marcatori |  |

| Arbitro: | Branzoni (Pavia) |

|  |           |           |
|  | Marcatori | 31’ Aruta |

| Arbitro: | Anselmi (Asti) |

|                                 |           |  |
| Di Rosa 66’ (rig.) Acanfora 85’ | Marcatori |  |

| Arbitro: | Calabrese (Avezzano) |

|              |           |  |
| Capuozzo 83’ | Marcatori |  |

| Arbitro: | Gronda (Genova) |

|  |           |                        |
|  | Marcatori | 12’ Acanfora 58’ Aruta |

#### Girone di ritorno
| Arbitro: | Della Pietra (Tolmezzo) |

|                |           |  |
| Di Cunzolo 32’ | Marcatori |  |

| Cariati 14 gennaio 1990 19ª giornata | Sportiva Cariatese | 0 – 0 | Savoia | Stadio Comunale\| Arbitro: \| Potani (Verona) \| |
| Arbitro:                             | Potani (Verona)    |       |        |                                                  |

| Arbitro: | Monti (Forlì) |

|                        |           |           |
| Capuozzo 45’ Melfi 56’ | Marcatori | 84’ Amato |

| Cirò Marina 28 gennaio 1990 21ª giornata | Cirò             | 0 – 0 | Savoia | Stadio Comunale (2 000 spett.)\| Arbitro: \| Nucini (Bergamo) \| |
| Arbitro:                                 | Nucini (Bergamo) |       |        |                                                                  |

| Arbitro: | Siciliano (Brindisi) |

|                                     |           |                         |
| Acanfora 0' 30'’ Falanga 84’ (rig.) | Marcatori | 1’ Velotti 30’ Fiorillo |

| Arbitro: | Senzacqua (Fermo) |

|                     |           |  |
| Aruta 26’ Melfi 33’ | Marcatori |  |

| Arbitro: | Vallucci (Fermo) |

|                        |           |                             |
| Riviello 33’ Lardo 72’ | Marcatori | 7’ Aruta 47’ (rig.) Di Rosa |

| Arbitro: | Treossi (Forlì) |

|           |           |  |
| Melfi 36’ | Marcatori |  |

| Arbitro: | Ciambotti (Empoli) |

|                |           |                                |
| Costantino 65’ | Marcatori | 56’ Melfi 59’ (aut.) Cambareri |

| Arbitro: | Armani (La Spezia) |

|                                                            |           |  |
| Falanga 42’ Melfi 62’ Marasco 80’ Di Rosa 85’ Castaldi 90’ | Marcatori |  |

| Ravagnese 25 marzo 1990 28ª giornata | Audax Ravagnese | 0 – 0 | Savoia | Stadio Ravagnese\| Arbitro: \| Masone (Pavia) \| |
| Arbitro:                             | Masone (Pavia)  |       |        |                                                  |

| Arbitro: | Saraz (Roma) |

|                |           |  |
| Di Cunzolo 70’ | Marcatori |  |

| Acri 8 aprile 1990 30ª giornata | Acri             | 0 – 0 | Savoia | Stadio Pasquale Castrovillari\| Arbitro: \| Branzoni (Pavia) \| |
| Arbitro:                        | Branzoni (Pavia) |       |        |                                                                 |

| Arbitro: | Molela (Casale Monferrato) |

| |           |  |
| Aruta 6’, 36’, 49’, 69’, 82’ Melfi 32’, 34’ Di Cunzolo 21’ Di Rosa 26’ Falanga 30’ Santaniello 56’ Acanfora 60’ Marasco 67’ Esposito 72’ Comiato 86’ (rig.) | Marcatori |  |

| Arbitro: | Branzoni (Pavia) |

|                  |           |           |
| Sazio 38’ (rig.) | Marcatori | 23’ Aruta |

| Arbitro: | Treossi (Forlì) |

|  |           |             |
|  | Marcatori | 71’ Di Rosa |

| Arbitro: | Ciambotti (Empoli) |

|                                                  |           |            |
| Di Rosa 29’ (rig.), 77’ Aruta 45’ Di Cunzolo 88’ | Marcatori | 9’ Amoroso |

### Coppa Italia Dilettanti

#### Primo turno
| ? settembre/ottobre 1989 Gara 1 | Savoia | 1 – 1 | Juventus Stabia |  |

| ? settembre/ottobre 1989 Gara 2 | Portici | 1 – 1 | Savoia |  |

| ? settembre/ottobre 1989 Gara 3 | Savoia | 1 – 0 | Sorrento |  |

| ? settembre/ottobre 1989 Gara 4 | AC Stabia | 2 – 0 | Savoia |  |

#### Secondo turno
| ? ottobre 1989 Gara 1 | Savoia | 2 – 0 | Corato |  |

| ? ottobre 1989 Gara 2 | Pro Italia Galatina | 0 – 0 | Savoia |  |

#### Terzo turno
| ? novembre 1989 Andata | Savoia | 1 – 1 | Cassino |  |

| ? novembre 1989 Ritorno | Cassino | 2 – 0 | Savoia |  |

## Statistiche
Aggiornate al 6 maggio 1990.

### Statistiche di squadra
| Competizione              | Punti | In casa | In casa | In casa | In casa | In casa | In casa | In trasferta | In trasferta | In trasferta | In trasferta | In trasferta | In trasferta | Totale | Totale | Totale | Totale | Totale | Totale | DR  |
| Competizione              | Punti | G       | V       | N       | P       | Gf      | Gs      | G            | V            | N            | P            | Gf           | Gs           | G      | V      | N      | P      | Gf     | Gs     | DR  |
| ------------------------- | ----- | ------- | ------- | ------- | ------- | ------- | ------- | ------------ | ------------ | ------------ | ------------ | ------------ | ------------ | ------ | ------ | ------ | ------ | ------ | ------ | --- |
| Campionato Interregionale | 52    | 17      | 14      | 3       | 0       | 47      | 7       | 17           | 6            | 9            | 2            | 14           | 9            | 34     | 20     | 12     | 2      | 61     | 16     | +45 |
| Coppa Italia Dilettanti   | 7     | 4       | 2       | 2       | 0       | 5       | 2       | 4            | 0            | 2            | 2            | 1            | 5            | 8      | 2      | 4      | 2      | 6      | 7      | -1  |
| Totale                    | 59    | 21      | 16      | 5       | 0       | 52      | 9       | 21           | 6            | 11           | 4            | 15           | 14           | 42     | 22     | 16     | 4      | 67     | 23     | +44 |

### Andamento in campionato
| Giornata  | 1 | 2  | 3 | 4  | 5  | 6  | 7 | 8 | 9 | 10 | 11 | 12 | 13 | 14 | 15 | 16 | 17 | 18 | 19 | 20 | 21 | 22 | 23 | 24 | 25 | 26 | 27 | 28 | 29 | 30 | 31 | 32 | 33 | 34 |
| --------- | - | -- | - | -- | -- | -- | - | - | - | -- | -- | -- | -- | -- | -- | -- | -- | -- | -- | -- | -- | -- | -- | -- | -- | -- | -- | -- | -- | -- | -- | -- | -- | -- |
| Luogo     | T | C  | T | C  | T  | T  | C | T | C | T  | C  | T  | C  | T  | C  | C  | T  | C  | T  | C  | T  | C  | C  | T  | C  | T  | C  | T  | C  | T  | C  | T  | T  | C  |
| Risultato | N | N  | N | N  | P  | V  | V | N | V | V  | V  | P  | V  | V  | V  | V  | V  | V  | N  | V  | N  | N  | V  | N  | V  | V  | V  | N  | V  | N  | V  | N  | V  | V  |
| Posizione | 9 | 11 | 9 | 12 | 14 | 12 | 6 | 7 | 5 | 5  | 1  | 4  | 3  | 3  | 2  | 2  | 2  | 2  | 1  | 1  | 2  | 2  | 2  | 2  | 2  | 2  | 1  | 1  | 1  | 1  | 1  | 1  | 1  | 1  |

Fonte: Alè Savoia, pag. da 56 a 63
Legenda:

Luogo: C = Casa; T = Trasferta. Risultato: V = Vittoria; N = Pareggio; P = Sconfitta.

### Statistiche dei giocatori
In corsivo i calciatori che hanno lasciato la squadra a stagione in corso.
| Giocatore      | Campionato Interregionale | Campionato Interregionale | Campionato Interregionale | Campionato Interregionale | Coppa Italia Dilettanti | Coppa Italia Dilettanti | Coppa Italia Dilettanti | Coppa Italia Dilettanti | Totale   | Totale | Totale      | Totale     |
| Giocatore      | Presenze                  | Reti                      | Ammonizioni               | Espulsioni                | Presenze                | Reti                    | Ammonizioni             | Espulsioni              | Presenze | Reti   | Ammonizioni | Espulsioni |
| -------------- | ------------------------- | ------------------------- | ------------------------- | ------------------------- | ----------------------- | ----------------------- | ----------------------- | ----------------------- | -------- | ------ | ----------- | ---------- |
| R. Acanfora    | 31                        | 5                         | 2                         | 0                         | ?                       | ?                       | ?                       | ?                       | 31+      | 5+     | 2+          | 0+         |
| S. Aruta       | 30                        | 16                        | 6                         | 0                         | ?                       | ?                       | ?                       | ?                       | 30+      | 16+    | 6+          | 0+         |
| E. Capuozzo    | 21                        | 4                         | 1                         | 0                         | ?                       | ?                       | ?                       | ?                       | 21+      | 4+     | 1+          | 0+         |
| M. Carlà       | 9                         | 0                         | 2                         | 0                         | ?                       | ?                       | ?                       | ?                       | 9+       | 0+     | 2+          | 0+         |
| F. Castaldi    | 11                        | 1                         | 0                         | 0                         | ?                       | ?                       | ?                       | ?                       | 11+      | 1+     | 0+          | 0+         |
| U. Comiato     | 28                        | 1                         | 2                         | 1                         | ?                       | ?                       | ?                       | ?                       | 28+      | 1+     | 2+          | 1+         |
| M. D'Anzilio   | 34                        | -16                       | 0                         | 0                         | ?                       | ?                       | ?                       | ?                       | 34+      | -16+   | 0+          | 0+         |
| R. Di Cunzolo  | 32                        | 4                         | 4                         | 0                         | ?                       | ?                       | ?                       | ?                       | 32+      | 4+     | 4+          | 0+         |
| C. Di Rosa     | 33                        | 13                        | 3                         | 0                         | ?                       | ?                       | ?                       | ?                       | 33+      | 13+    | 3+          | 0+         |
| F. Esposito    | 32                        | 1                         | 3                         | 1                         | ?                       | ?                       | ?                       | ?                       | 32+      | 1+     | 3+          | 1+         |
| A. Falanga     | 24                        | 3                         | 7                         | 1                         | ?                       | ?                       | ?                       | ?                       | 24+      | 3+     | 7+          | 1+         |
| M. Lotti       | 1                         | 0                         | 0                         | 0                         | ?                       | ?                       | ?                       | ?                       | 1+       | 0+     | 0+          | 0+         |
| A. Marasco     | 32                        | 5                         | 1                         | 0                         | ?                       | ?                       | ?                       | ?                       | 32+      | 5+     | 1+          | 0+         |
| O. Melfi       | 32                        | 7                         | 0                         | 0                         | ?                       | ?                       | ?                       | ?                       | 32+      | 7+     | 0+          | 0+         |
| G. Micillo     | 27                        | 1                         | 2                         | 2                         | ?                       | ?                       | ?                       | ?                       | 27+      | 1+     | 2+          | 2+         |
| A. Milillo     | 19                        | 0                         | 2                         | 0                         | ?                       | ?                       | ?                       | ?                       | 19+      | 0+     | 2+          | 0+         |
| I. Russo       | 30                        | 0                         | 1                         | 0                         | ?                       | ?                       | ?                       | ?                       | 30+      | 0+     | 1+          | 0+         |
| F. Santaniello | 13                        | 1                         | 0                         | 0                         | ?                       | ?                       | ?                       | ?                       | 13+      | 1+     | 0+          | 0+         |